# 亚瑟·圣诞
《亚瑟·圣诞》（英語：Arthur Christmas）是2011年的计算机动画电影。导演是萨沙·史密斯（Sarah Smith）和巴里·库克（Barry Cook）。由詹姆斯·麦卡沃伊、休·劳瑞、吉姆·布罗德本特（Jim Broadbent）和比·乃尔主演。影片由阿德曼动画（Aardman Animations）和索尼影视动画（Sony Pictures Animation）制作，2011年11月11日在英国上映，11月23日在美国上映。

## 剧情
故事发生在北极:
當代的聖誕夜，聖誕老人不再拉著雪橇，而是駕駛著高科技飛船－聖誕一號，透過聖誕大軍小精靈團隊，在一夜之間將禮物送至孩子身旁。聖誕大哥史蒂夫負責任務操作掌控，及愛拍馬屁的助手小精靈彼得。然而，他笨拙的弟弟亞瑟，在郵件部門處理給兒童的來信，進入控制中心常不經意間中斷小精靈們的工作。在德國發送禮物，聖誕爸爸遇到驚醒危機事件，意外間接導致系統出錯，一件禮物掉落。
聖誕大隊回到北極，聖誕老人宣告完成第七十年度發送禮物任務成功，大哥史蒂夫期待父親將聖誕老人的位子繼承，但卻落空了。在他們的家庭聖誕晚宴，亞瑟的建議玩的大富翁聖誕版，緩和家庭的緊張氣氛，聖誕爺爺和大哥史蒂夫卻為聖誕老人的名位爭奪搞得不歡而散。各家庭成員離開飯局，即使亞瑟向史蒂夫保證，他將成為一個偉大的聖誕老人，但史蒂夫拒絕亞瑟的好意。
同時，一個小精靈拜若尼 發現一個自行車的禮物尚未送出，趕緊通知史蒂夫和他的精靈助手。偷聽到的亞瑟感到震驚，並認出是名為嘉嘉的小女孩，向聖誕老人許願的禮物。亞瑟通知父親聖誕老人，但卻不知道如何處理情況。史蒂夫認為，數十億的孩童中只有一個沒收到是極小的失誤。而高科技的飛船在一夜的飛行下，需要維修等到日出後的兩小時才能再度飛行。對於家人的放棄，亞瑟感到難過，爺爺見狀提供亞瑟傳統的方法，駕駛著幾十年沒用的雪橇以及馴鹿展開旅程。
旅程中，經過多倫多的高樓大廈，引起混亂；事故中少了一頭馴鹿，在補救之餘卻誤打誤撞被當成外星人；接著來到非洲，差點被獅子群吞食，灑出的魔法粉又使得動物全飛上天；終於抵達小鎮卻只是墨西哥同名村落而非英國。一連串的意外巧合，進而導致國際的外星人軍事侵略事件。亞瑟發現爺爺不過是為了自己能夠重返聖誕老人的榮耀，而非為了真心送遞禮物給小雯，起了口角。在北極的父親和史蒂夫得知情況，史蒂夫認為亞瑟的作為會導致聖誕家族的曝光試圖阻止，又對繼承位的不滿與父親產生摩擦離去。
最後，亞瑟們失去雪橇後滯留在古巴的無人小島，絕望的亞瑟看到女孩的信件再度重燃信心，嘗試奪回以繞行地球一圈的雪橇。聖誕夫婦倆決定動身駕駛飛船完成任務，史蒂夫為挽回地位讓他自己來送禮，過分制度且缺乏同理的史蒂夫卻尷尬地送錯人家。而亞瑟坐的雪橇的馴鹿又全部走失。經過種種難關，即將日出之時，亞瑟、史蒂夫、老爸和爺爺的聖誕一家全到了嘉嘉的房子，亞瑟決定讓父親親自完成送禮，但聖誕老人把禮物交給亞瑟，要亞瑟親自完成。他注意到在這種情況下只有亞瑟真正關心，重要的不是如何送達，而是孩子們仍相信聖誕老人。擁有聖誕精神，才是唯一真正值得繼承者，老哥史蒂夫也認同將名分送給弟弟。
隨著危機的解決，聖誕老人退休後愉快地生活。所有的馴鹿皆由本能導航自行回到北極。其後，他們帶領五千只馴鹿，拉動高科技飛船，至於他們的兒子，史蒂夫成為操作中心的副總裁，亞瑟當然是新一任的聖誕老人。

## 配音員
| 配音 | 配音   | 角色                                        |
| 美國 | 台灣   | 角色                                        |
| --- | ------ | ------------------------------------------- |
| 詹姆斯·麥艾維                                                                                           | 邱澤   | 亞瑟/台譯：阿舍（Arthur Claus）             |
| 休·劳瑞                                                                                                 |        | 史蒂文/台譯：史提（Steven "Steve" Claus）   |
| 比爾·乃爾                                                                                               | 孫中台 | 聖誕爺爺/台譯：阿公（Grandsanta）           |
| 吉姆·布勞德本特                                                                                         |        | 馬爾科姆“聖誕”老人（Malcolm "Santa" Claus） |
| 伊美黛·史道頓                                                                                           |        | 瑪格麗特（Margaret Claus）                  |
| 艾希莉·簡森                                                                                             | 魏晶琦 | 包小林（Bryony Shelfley）                   |
| 馬克·沃頓                                                                                               | 孫德成 | 彼德（Peter）                               |
| 羅娜·蓮妮                                                                                               | 陳旭昇 | 北極電腦（North Pole Computer）             |
| 伊娃·朗歌莉亞                                                                                           |        | 老大（Chief De Silva）                      |
| 拉莫娜·馬昆斯                                                                                           |        | 格文/台譯：小文（Gwen Hines）               |
| 迈克尔·帕林                                                                                             | 孫德成 | 爾尼（Ernie Clicker）                       |
| 傑瑞·蘭伯特                                                                                             |        | NORAD（N.O.R.A.D.）                         |
| 山吉威·巴斯卡爾 羅比·科特瑞恩 瓊安·庫薩克 萊斯·搭比 珍·霍洛克斯 伊恩·馬克奇 安迪·瑟克斯 多米尼克·韦斯特 |        | 其他精靈                                    |

## 票房
美国于周三上映，首周五天收获4200万美圆，其中周末三天2905万名列第二位。

## 评价
媒体综评68分，烂番茄新鲜度92%(99人顶，9人踩)；观众评分B+，获得了大多数人的好评。
代表性评价有：“给观众带来了不同于以往圣诞模式的新鲜空气”，“梦幻般的配音阵容配合令人惊艳的2D造型，烘托出影片充满激情的革新之力”，“精心设计的动作场景、甜美感人的故事主线，以及片尾贾斯丁·比伯演唱的圣诞颂歌，都足以让孩子们欢呼雀跃”，“集合了顽皮与美好，谦卑与恭敬，尽管结局令人伤感，但依然无伤圣诞的欢闹之感”。